# Fredy Perlman
Fredy Perlman (ur. 20 sierpnia 1934 w Brnie, zm. 26 lipca 1985 w Detroit) – amerykański pisarz, wydawca, profesor i aktywista polityczny. Jego najpopularniejsza praca, książka Against His-Story, Against Leviathan! szczegółowo opisuje wzrost dominacji państwa, opowiadając historię za pomocą hobbesowskiej metafory Lewiatana. Chociaż Perlman był przeciwnikiem ideologii i twierdził, że jedynym „-istą”, któremu by odpowiedział, był „wiolonczelista”, jego praca jako autora i wydawcy wywarła wpływ na współczesną myśl anarchistyczną.

## Życiorys
Perlman urodził się 29 sierpnia 1934 w Brnie w Czechosłowacji, jako dziecko Henry'ego i Marthy Perlmanów. W 1938 rodzinca wyemigrowała do Cochabamby w Boliwii, tuż przed przejęciem władzy przez nazistów. Do Stanów Zjednoczonych przyjechali w 1945 i ostatecznie osiedlili się w Lakeside Park w stanie Kentucky. 
Fredy Perlman w 1952 uczęszczał do Morehead State College w Kentucky, a następnie w latach 1953–55 na Uniwersytet Kalifornijski w Los Angeles. Był pracownikiem uczelnianej gazety „The Daily Bruin”, jednak opuścił ją, kiedy administracja uniwersytetu zmieniła statut gazety, zakazując jej nominowania własnych redaktorów. Wraz z czterema innymi osobami przystąpił do publikacji niezależnej gazety „The Observer”, którą rozdawali na publicznym chodniku przy przystanku autobusowym kampusu, „tradycyjnym centrum dystrybucji literatury spoza kampusu”. 
Uzyskał tytuł magistra na Uniwersytecie Columbia i doktorat z filozofii na Uniwersytecie w Belgradzie w Jugosławii. 
6 stycznia 1958 wziął ślub z Lorraine Nybakken w Nowym Jorku. 

## Życie zawodowe
W latach 1966–69 Perlman mieszkał ze swoją żoną w Kalamazo. Prowadził zajęcia z nauk społecznych na Western Michigan University i wywołał oburzenie wśród niektórych członków wydziału, kiedy kazał studentom prowadzić własne zajęcia i oceniać siebie. Podczas swojego pierwszego roku w Kalamazoo, on i Miloš Samardzija, jeden z jego profesorów z Belgradu, przetłumaczyli książkę Izaaka Iljicza Rubina Очерки по теории стоимости Маркса (pol. Eseje o teorii wartości Marksa). Perlman napisał wprowadzenie do książki zatytułowane An Essay on Commodity Fetishism.
W maju 1968, po dwóch tygodniach wykładów w Turynie we Włoszech, Perlman pojechał do Paryża ostatnim pociągiem, zanim ruch kolejowy został zamknięty przez niektóre strajki, które w tym sezonie ogarnęły Europę Zachodnią. Sam brał udział w majowych zamieszkach w Paryżu i pracował w centrum Censier z komitetem fabrycznym Citroëna. Po powrocie do Kalamazoo w sierpniu, współpracował z Rogerem Gregoire'em pisząc książkę Worker-Student Action Committees. France May ’68.
Podczas ostatniego roku w Kalamazoo Perlman opuścił uniwersytet i wraz z kilkoma innymi osobami, głównie studentami, zainaugurował magazyn „Black and Red”, którego ukazało się sześć numerów. Typografia i układ były wykonywane w domu Perlmana, a druk w Radical Education Project w Ann Arbor w stanie. W styczniu 1969 Perlman ukończył The Reproduction of Daily Life. Podróżując po Europie wiosną 1969 spędził kilka tygodni w Jugosławii, gdzie napisał Birth of a Revolutionary Movement in Yugoslavia.
W sierpniu 1969 on i jego żona Lorraine przenieśli się do Detroit, gdzie napisał The Incoherence of the Intellectual i współpracował z grupą osób przy tłumaczeniu książki Społeczeństwo spektaklu autorstwa Guya Deborda publikując w 1970 pierwsze angielskie tłumaczenie kluczowego tekstu Międzynarodówki Sytuacjonistycznej.
W latach 1971–1976 pracował nad kilkoma książkami, własnymi (Manual for Revolutionary Leaders, Letters of Insurgents), jak i przekładami (История махновского движения 1918-1921 Piotra Arszinowa, Nieznaną rewolucją Wolina i Errance de l'humanité Jacques Camatte’a).
Książka Letters of Insurgents została napisana przez Perlmana w formie listów wysyłanych między dwiema osobami pochodzącymi z Europy Wschodniej, z których jedna uciekła na Zachód. W ich treści zostaje przedstawione antyautorytarne spojrzenie na życie zarówno na tzw. „Demokratycznym Zachodzie”, jak i na tzw. „Komunistycznym Wschodzie” epoki zimnej wojny. Chociaż autor spędził większość swojego życia w Ameryce Północnej, to przez trzy lata mieszkał, pracował i nawiązywał przyjaźnie w Jugosławii.
W latach 1977–1980 studiował i spisywał historię świata. W tamtych okresie podróżował do Turcji, Egiptu, Europy i różnych regionów Stanów Zjednoczonych, aby odwiedzić historyczne miejsca. W 1980 rozpoczął pisanie obszernej pracy historycznej dotyczącej Detroit i okolic – The Strait. Nie ukończył jej, a pierwszy i ostatni rozdział pozostały nienapisane. W lipcu 1985 oszacował, że skompletowanie i zredagowanie rękopisu zajmie mu osiem lub dziesięć miesięcy.
Małżeństwo Perlmanów pomagało przy wydawaniu anarchistycznego czasopisma „Fifth Estate”, zajmując się składem i korektą, a także pisząc artykuły. W tamtym czasie Fredy Perlman publikuje Anti-Semitism and the Beirut Pogrom
W latach 1982–83 zawiesił pracę nad The Strait, aby skupić się nad inną książką – Against His-Story, Against Leviathan, która miała stanowić krytykę społeczeństwa technologicznego. Historyk anarchistyczny John P. Clark twierdzi, że książka jest komentarzem Perlmana dotyczącym tego, co uważał za „tysiącletnią historię ataku technologicznej megamaszyny na ludzkość i Ziemię”. Clark zauważa również, że praca omawia „anarchistyczne ruchy duchowe”, takie jak ruch Żółtych Turbanów w starożytnych Chinach czy Bractwo Wolnego Ducha w średniowiecznej Europie. Książka po raz pierwszy zdefiniowała nurt anarchoprymitywizmu i była głównym źródłem inspiracji dla antycywilizacyjnych perspektyw we współczesnym anarchizmie, w szczególności w filozofii Johna Zerzana. 
W 1984 Perlman wydał esej na temat nacjonalizmu zatytułowany The Continuing Appeal of Nationalism (pol. Kuszenie nacjonalizmem).  Argumentuje w nim, że „nacjonaliści lewicowi bądź rewolucyjni nacjonaliści głoszą, że ich nacjonalizm nie ma nic wspólnego z nacjonalizmem faszystów i narodowych socjalistów, że ich nacjonalizm jest nacjonalizmem uciskanych, że obiecuje on wyzwolenie osobiste i kulturowe”.  I tak „by stawić czoło tym poglądom i ujrzeć je w szerszym kontekście, muszę zapytać, czym jest nacjonalizm – nie tylko ten nowy, rewolucyjny, ale też tamten dawniejszy, konserwatywny”. I tak konkluduje, że nacjonalizm jest pomocą w kapitalistycznej kontroli przyrody i ludzi niezależnie od ich pochodzenia. W ten sposób nacjonalizm zapewnia formę, dzięki której „każda uciskana populacja może stać się negatywem narodu uciskającego” i że „nie ma żadnego powodu, aby potomkowie prześladowanych pozostawali prześladowani, kiedy nacjonalizm daje im perspektywę zostania prześladowcami. Bliscy i dalsi krewni ofiar mogą stać się rasistowskim państwem narodowym; mogą sami zapędzać innych ludzi do obozów koncentracyjnych, przepychać innych ludzi do woli, toczyć przeciwko nim ludobójczą wojnę, zdobywać kapitał poprzez wywłaszczenie ich”. 

## Życie prywatne
Fredy Perlman był również wiolonczelistą, na której zaczął grać w latach 70. Okazjonalnie pobierał lekcje gry na instrumencie, jednak najczęściej swoje umiejętności rozwijał dwa razy w tygodniu podczas sesji muzyki kameralnej. W  styczniu 1983 dołączył do sekcji wiolonczel Dearborn Orchestra, a w czerwcu 1985 wykonał kwartety Mozarta i Schumanna w ramach programu Physicians for Social Responsibility.
W 1976 Perlman przeszedł operację wymiany uszkodzonej zastawki serca. Przeżycie to zainspirowało go do napisania Who's Zerelli?, sztuki krytykującej autorytarne aspekty establishmentu medycznego. Fredy Perlman zmarł 26 lipca 1985 podczas operacji serca w Detroit. Pozostawił żonę i brata, Petera Perlmana, który mieszkał w Lexington.